# Willits
Willits, fundada en 1888 es una ciudad en el condado de Mendocino en el estado estadounidense de California. En el año 2000 tenía una población de 5,073 habitantes y una densidad poblacional de 699.5 personas por km².

## Geografía
Willits se encuentra ubicada en las coordenadas 39°24′N 123°21′O / 39.400, -123.350. Según la Oficina del Censo, la ciudad tiene un área total de 7,3 km² (2,8 mi²), de la cual 7,3 km² (2,8 mi²) es tierra y 0 km² (0 mi²) (0%) es agua.

## Demografía
Según la Oficina del Censo en 2000 los ingresos medios por hogar en la localidad eran de $26,283, y los ingresos medios por familia eran $36,193. Los hombres tenían unos ingresos medios de $30,983 frente a los $22,089 para las mujeres. La renta per cápita para la localidad era de $16,642. Alrededor del 14.5% de la población estaban por debajo del umbral de pobreza.